# Variscite
La variscite è un minerale, chimicamente un fosfato idrato di alluminio, scoperto nel 1837. Il nome deriva dal termine Variscia con il quale veniva chiamato il Vogtlandkreis in Germania dove è stato scoperto il minerale.
La variscite è dimorfa della metavariscite e forma una serie con la strengite.

## Morfologia
La variscite si presenta generalmente in masse a grana fine, di forma nodulare stalattitica, crostiforme, in venature. Più raramente si possono trovare cristalli di forma pseudo-ottaedrica.

## Origine e giacitura
La variscite si forma per deposizione di acque fosfatiche che reagiscono con rocce ricche di alluminio vicino alla superficie terrestre. Nel caso di isole e grotte, il fosforo può essere derivato dal guano.

## Zone di reperimento
La variscite è presente in Sardegna, in Sassonia, a Leoben, nell'Arkansas, nel Nevada e nel Queensland. 

## Usi
La variscite è utilizzata come pietra semi-preziosa per lavori di incisione o decorativi.